# Campeonato Europeo de Curling Femenino de 2001
El XXVII Campeonato Europeo de Curling Femenino se celebró en Vierumäki (Finlandia) entre el 8 y el 15 de diciembre de 2001 bajo la organización de la Federación Mundial de Curling (WCF) y la Federación Finlandesa de Curling.
Las competiciones se realizaron en la Estadio de Hielo de la ciudad finlandesa.

## Tabla de posiciones
| Pos | Equipo    | G | P | G–P |
| --- | --------- | - | - | --- |
| 1   | Suecia    | 7 | 0 | –   |
| 2   | Alemania  | 6 | 1 | –   |
| 3   | Dinamarca | 5 | 2 | –   |
| 4   | Suiza     | 4 | 3 | –   |
| 5   | Noruega   | 3 | 4 | –   |
| 6   | Escocia   | 2 | 5 | –   |
| 7   | Rusia     | 1 | 6 | –   |
| 8   | Finlandia | 0 | 7 | –   |

## Cuadro final
|  | Semifinales | Semifinales |   |       | Final        | Final |  |
|  |             |             |   |       |              |       |  |
|  |             |             |   |       |              |       |  |
|  | Suecia      | 8           |   |       |              |       |  |
|  | Suiza       | 7           |   |       |              |       |  |
|  |             |             |   |       |              |       |  |
|  |             |             |   |       |              |       |  |
|  |             |             |   |       | Suecia       | 7     |  |
|  |             | Dinamarca   | 3 |       |              |       |  |
|  |             |             |   |       |              |       |  |
|  |             |             |   |       |              |       |  |
|  |             |             |   |       | Tercer lugar |       |  |
|  |             |             |   |       |              |       |  |
|  | Dinamarca   | 6           |   | Suiza | 8            |       |  |
|  | Alemania    | 4           |   |       | Alemania     | 7     |  |